# 吉井妙子
吉井 妙子（よしい たえこ）は、日本のスポーツジャーナリスト。宮城県出身。朝日新聞社に勤務した後、1991年に独立。
1991年、『帰らざる季節 中嶋悟F1五年目の真実』で、1991年度ミズノスポーツライター賞受賞。

## 著書一覧
- 帰らざる季節 中嶋悟F1五年目の真実（1991、文藝春秋）
- 神の肉体 清水宏保（2002、新潮社）
- 天才は親が作る（2003、文藝春秋）
- 甦る全日本女子バレー 新たな闘い（2004、日本経済新聞社）
- 100パーセントの闘争心 全日本女子バレーの栄光、挫折、そして再生（2004、文藝春秋）
- 頭脳のスタジアム 一球一球に意思が宿る（2005、日本経済新聞社）
- 女子バレーの女神たち - 2008年、北京へのパスポート - （2006、ぴあ） ISBN 4-8356-1642-1
- 天才は親が作る（2007、文藝春秋）
- 夢を見ない男 松坂大輔（2007、新潮社）
- トップアスリートの決断力（2007、アスキー）
- 松坂大輔の直球主義（2007、朝日新聞社）
- 頭脳のスタジアム 一球一球に意思が宿る（2008、講談社）
- サバイバー 名将アリー・セリンジャーと日本バレーボールの悲劇（2008、講談社）
- ソフトボール日本代表が金メダルを獲った理由（2009、ぴあ）
- 夢を見ない男 松坂大輔（2010、新潮文庫）
- 竹下佳江 短所を武器とせよ -世界最小最強セッター-（2011、新潮社）
- 女子の＜底力＞の引き出し方（2012、フォレスト出版）
- 古閑美保 女子のいっぽん道（2012、新潮社）
- 日の丸女子バレー ニッポンはなぜ強いのか（2013、文藝春秋）